# Sri Irodikromo
Sri Irodikromo (Schiedam, 1972) is een Surinaams beeldend kunstenaar.

## Leven en opleiding
Sri Irodikromo werd geboren als dochter van de Surinaamse kunstenaar Soeki Irodikromo (1945-2020), die geldt als de eerste belangrijke Surinaams-Javaanse kunstenaar en die het batikschilderen in Suriname introduceerde. Zij werd in Schiedam geboren, omdat haar vader in Rotterdam een opleiding volgde. Zij groeide op in een omgeving vol van schilderkunst, keramiek en traditionele Javaanse batik. Haar eerste opleiding verkreeg zij van haar vader.

Sri Irodikromo - Batikdoek (2022).

In 1989 ging Sri Irodikromo naar de Nola Hatterman Art Academy in Paramaribo. Zij vervolgde haar opleiding vanaf 1996 aan de Vrije Academie (Den Haag), waar zij zich bekwaamde in verschillende druktechnieken, vooral in het maken van etsen. In 2005 keerde ze terug naar Suriname, waar zij zich vestigde als kunstenaar en kunstdocente: zij neemt deel aan kunstprojecten en geeft workshops in allerlei kunsttechnieken. Sinds 2011 doceert Sri Irodikromo ook batik aan de Soeki Irodikromo Volksacademie voor Kunst en Cultuur in Paramaribo. Ze geeft ook op andere plaatsen in het land les in batik en de kunst van het verven van doeken.
Irodikromo won in 2006 de eerste prijs bij The Living Art Show in Suriname. In 2008 had zij haar eerste solotentoonstelling. Vele exposities volgden, in Suriname, Nederland, Curaçao, Aruba en de Verenigde Staten, veelvuldig bij de Readytex Art Gallery in Paramaribo.
Irodikromo ontwierp het decor van Our Story, een dansvoorstelling van ArtLab.sr/Suriname Dance Theater die door het Directoraat Cultuur gepresenteerd werd tijdens de Nationale Caricom Dag op de World Expo 2010 in China.
In 2018 maakte zij met haar vader en kinderen een reis naar Indonesië, waaruit zij nieuwe cultureel-artistieke inspiratie putte. 

## Werk

Sri Irodikromo - Kotomisi (1998).

Sri Irodikromo vervaardigt zowel traditionele schilderijen, als batikdoeken (soms meterslang zoals Ingiwinti dat zij bijdroeg aan de expositie Paramaribo SPAN in 2010) en keramiek in Surinaamse klei. Schilderdoeken voorziet Irodikromo vaak van borduursteken, waaroverheen dan weer verf wordt aangebracht. In recentere jaren vervaardigt Irodikromo ook kunstinstallaties. Zij werkt vaker met natuurlijke materialen als bijenwas, koffie en kurkuma, maar ook met blauwsel.
De multiculturele samenleving van Suriname is een voortdurende inspiratiebron voor Sri Irodikromo. In lijn met het werk van haar vader laat haar werk een samenkomen zien van Javaanse tradities en symbolen, en patronen, tekens en motieven uit de andere culturen van Suriname. Vrouwen in traditionele klederdracht vormen een terugkerend thema, zoals in het grote doek Kotomisi (1998, mixed media op canvas), dat in zijn uitwerking evenzeer refereert aan de klederdracht van de traditionele Creoolse vrouw met koto en angisa (hoofddoek), als aan de iconografie van Javaanse vrouwen. In Maraka (2018, mixed media op canvas) is een inheemse vrouw met een maraka (een muziekinstrument vervaardigd uit een kalebas gevuld met steentjes) in haar hand uitgebeeld, omringd door diverse inheemse symbolen.

## Exposities
- 2025 - Batik Reimagined, Readytex Art Gallery, Paramaribo, Suriname [5]
- 2024-25 - Harvesting hope: resilient women in Suriname, Readytex Art Gallery, Paramaribo, Suriname [6]
- 2024 - Zócalo, gecureerd door Miguel Keerveld, Readytex Art Gallery, Paramaribo, Suriname
- 2024 - Reflectie: Ik kijk, dus ik denk…, Readytex Art Gallery, Paramaribo, Suriname
- 2024 - Non-fictie, Readytex Art Gallery, Paramaribo, Suriname
- 2024 - ‘In de Blaauwe Boon’, curator Hilde Neus, Readytex Art Gallery, Paramaribo, Suriname
- 2023-2024 - Compositie. Spreken in patronen, geïnspireerd door alakondre, Readytex Art Gallery, Paramaribo, Suriname
- 2023 - Hakka Opera in Suriname, Readytex Art Gallery, Paramaribo, Suriname[7]
- 2023 - Muddy Waters Readytex Art Gallery, Paramaribo, Suriname
- 2023 - Beyond Bondage, Readytex Art Gallery, Paramaribo, Suriname
- 2023 - Sarnami, Hai; Suriname, I am, Readytex Art Gallery, Paramaribo, Suriname[8]
- 2023 - Atlantic World Art Fair 2023
- 2023 - No Ocean Between Us – The Surinamese collection, Readytex Art Gallery, Paramaribo, Suriname
- 2023 - Cultural Currents: Miami meets Paramaribo, Readytex Art Gallery, Paramaribo, Suriname
- 2023 - Ecology – 30 years Readytex Art Gallery, Paramaribo, Suriname
- 2023 - Opo Yari, gecureerd door Kurt Nahar, Readytex Art Gallery, Paramaribo, Suriname
- 2022 - Bigi Spikri – Reflecting on the cultural and social significance of head coverings, Readytex Art Gallery, Paramaribo, Suriname[9]
- 2022 - Wi Alakondre – a powerful tribute to artist Soeki Irodikromo, Readytex Art Gallery, Suriname
- 2022 - Lost in Nature – art created with materials found in nature, Readytex Art Gallery, Paramaribo, Suriname
- 2022 - Atlantic World Art Fair 2022
- 2022 - Ingi sten - a group exhibition in which spirits speak, Readytex Art Gallery, Suriname
- 2022 - Udubaki 3, Readytex Art Gallery, Paramaribo, Suriname[10]
- 2022 - Udan Liris, solotentoonstelling, Readytex Art Gallery, Paramaribo, Suriname
- 2021 - Lunar - the kick-off of a new exciting art project, Readytex Art Gallery, Suriname[11]
- 2021 - Nude beauty, Readytex Art Gallery, Paramaribo, Suriname
- 2021 - Atlantic World Art Fair 2021[12]
- 2021 - Manifesto groepsexpositie Alakondre, wi tru fesi, rag, Suriname
- 2020 - Cultural Encounters: Art of Asian diasporas in Latin America & the Caribbean, 1945 – Present, Kalamazoo Institute, Michigan, USA
- 2020 - In the Face of Change, Readytex Art Gallery, Suriname
- 2019 - National Art Fair/Nationale Kunstbeurs, Krasnapolsky, Suriname
- 2019 - Brasa mi ori, Arti et Amicitiae, Amsterdam (kunstcollecties van Carl Haarnack en Myra Winter), Nederland[13]
- 2018 - 25 Jaar Readytex Art Gallery, Suriname[14]
- 2017 - Aruba Art Fair, "Art, Culture, Movement", San Nicolas, Aruba
- 2017 - TNF of August - "Pe un’ moksi kon na wan", Readytex Art Gallery, Suriname
- 2016 - National Art Fair/Nationale Kunstbeurs, Torarica/De Hal, Paramaribo, Suriname
- 2016 - Tri Murni groepexpositie, Gallery Alma Blou, Curaçao[15]
- 2015 - Art without Borders; from Suriname to Curaçao, Landhuis Bloemhof, Curaçao
- 2014 - Wat, Readytex Art Gallery, Suriname[16]
- 2014 - Circus Terminal, international traveling exhibition, De Hal, Suriname
- 2013 - Paverpol Crea weekend, De Hal, Paramaribo, Suriname
- 2012 - Nationale Kunstbeurs, Ons Erf, Paramaribo[17]
- 2011 - Crossroads of Life, De Hal, Paramaribo[18]
- 2011 - Wrestling with the image: Caribbean interventions, Art Museum of the Americas van de OAS, Washington DC
- 2010 - Paramaribo SPAN - Hedendaagse kunst in Suriname, groepsexpositie nij gelegenheid van 145 jaar De Surinaamsche Bank.[19][20]
- 2010 - Paramaribo Perspectives, groepsexpositie, TENT, Rotterdam
- Nationale Kunstbeurs 2010 (NK’10), Ons Erf, Paramaribo[21]
- 2008 - Solotentoonstelling [met vader Soeki Irodikromo], Readytex Art Gallery, Paramaribo, Suriname[22]

## Over Sri Irodikromo
- Thomas Meijer zu Schlochtern (red.), Paramaribo SPAN. Hedendaagse kunst in Suriname. Amsterdam: KIT Publishers, 2010.
- Hedy Tjin, ‘Fietfieuw! #09: Batikkunst van Sri Irodikromo, de omgekeerde wereld’, januari 2025